# Justin Germano
Pour les articles homonymes, voir Germano.
Justin William Germano (né le 22 mai 1982 à Pasadena, Californie, États-Unis), est un lanceur droitier de la Ligue majeure de baseball sous contrat avec les Mariners de Seattle. 

## Carrière

### Débuts
Après des études secondaires à la Claremont High School de Claremont (Californie), Justin Germano est drafté par les Padres de San Diego le 5 juin 2000. Il signe son premier contrat professionnel le 13 juin puis entame son parcours en Ligues mineures avec les Eugene Emeralds (A, 2000), les Fort Wayne TinCaps (A+, 2000-2001), les Lake Elsinore Storm (A+, 2001-2002), les Mobile BayBears (AA, 2003-2004) et les Portland Beavers (AAA, 2004).

### San Diego et Cincinnati
Justin Germano fait ses débuts en Ligue majeure le 22 mai 2004 sous les couleurs des Padres de San Diego. Lanceur partant face aux Phillies de Philadelphie, il signe sa première victoire en carrière au plus haut niveau
Il est échangé avec Travis Chick aux Reds de Cincinnati le 23 juillet 2005 en retour de Joe Randa. Germano dispute deux matches en Ligue majeure avec les Reds puis est échangé le 31 juillet 2006 aux Phillies de Philadelphie où il se contente d'évoluer en Ligues mineures.
Germano retrouve les Ligues majeures en 2007 à la suite d'un retour chez les Padres de San Diego via un ballotage, le 19 mars 2007. Il trouve sa place au sein de la rotation des lanceurs partants des Padres et joue 26 parties, dont 23 comme partant pour 7 victoires et 10 défaites. Sa saison 2008 est moins dense (6 matchs comme partant et aucune victoire pour 3 défaites) et son contrat n'est pas prolongé par les Padres. Il devient agent libre.

### Au Japon
Germano rejoint le Japon en 2009 sous l'uniforme des Fukuoka SoftBank Hawks. Il réalise une bonne année avec 5 victoires pour 4 défaites, mais une inflammation du tendon d'Achille écourte sa saison. 

### Cleveland
Il rejoint les États-Unis le 17 mars 2010 en s'engageant chez les Indians de Cleveland via un contrat de ligues mineures. Germano est appelé en Ligue majeure en deuxième partie de saison, essentiellement pour effectuer de la relève : un seul match comme partant pour 23 apparitions.
Reversé en Ligues mineures en décembre 2010, son nom quitte la liste des 40 joueurs actifs de la franchise des Indians. Il ne fait que 9 apparitions au monticule pour Cleveland en 2011.

### Boston
En janvier 2012, Germano signe un contrat des ligues mineures avec les Red Sox de Boston. Il ne joue qu'un match avec Boston au début de la saison 2012. 

### Chicago
Le 19 juillet 2012, Germano passe des Red Sox aux Cubs de Chicago. Sa fiche en 13 matchs, dont 12 départs, est de deux victoires et 10 défaites avec une moyenne de points mérités de 6,75 en 64 manches au monticule. Il complète 2012 avec une moyenne de 6,20 pour les Red Sox et les Cubs.

### Toronto
Le 9 novembre 2012, Germano signe un contrat chez les Blue Jays de Toronto. Il ne fait qu'une seule présence en relève pour les Jays durant la saison 2013, accordant deux points mérités sur 6 coups sûrs en deux manches au monticule.

### Texas
En mai 2014, Germano effectue deux sorties pour les Rangers du Texas mais accorde 7 points mérités sur 8 coups sûrs et 3 buts-sur-balles, pour une moyenne de 11,81 en 5 manches et un tiers lancées.

### Seattle
Le 15 août 2014, les Rangers du Texas échangent Germano aux Dodgers de Los Angeles contre un joueur à être nommé plus tard mais il ne joue pas pour les Dodgers. Le 18 décembre 2014, il signe un contrat des ligues mineures avec les Mariners de Seattle.

## Statistiques

### Statistiques en MLB
| Saison | Équipe     | G  | GS | CG | SHO | V | D  | SV | IP    | SO  | ERA  |
| ------ | ---------- | -- | -- | -- | --- | - | -- | -- | ----- | --- | ---- |
| 2004   | San Diego  | 7  | 5  | 0  | 0   | 1 | 2  | 0  | 21.1  | 16  | 8,86 |
| 2006   | Cincinnati | 2  | 1  | 0  | 0   | 0 | 1  | 0  | 6.2   | 8   | 5,40 |
| 2007   | San Diego  | 26 | 23 | 0  | 0   | 7 | 10 | 0  | 133.1 | 78  | 4,46 |
| 2008   | San Diego  | 12 | 6  | 0  | 0   | 0 | 3  | 0  | 43.2  | 17  | 5,98 |
| 2010   | Cleveland  | 23 | 1  | 0  | 0   | 0 | 3  | 0  | 35.1  | 29  | 3,31 |
| Totaux | Totaux     | 70 | 36 | 0  | 0   | 8 | 19 | 0  | 240.1 | 148 | 4,98 |

### Statistiques en NPB
| Saison | Équipe  | G  | GS | CG | SHO | V | D | SV | IP   | SO | ERA  |
| ------ | ------- | -- | -- | -- | --- | - | - | -- | ---- | -- | ---- |
| 2009   | Fukuoka | 14 | 13 | 0  | 0   | 5 | 4 | 0  | 76.0 | 42 | 4,38 |
| Totaux | Totaux  | 14 | 13 | 0  | 0   | 5 | 4 | 0  | 76.0 | 42 | 4,38 |

Note : G = Matches joués ; GS = Matches comme lanceur partant ; CG = Matches complets ; SHO = Blanchissages ; 
V = Victoires ; D = Défaites ; SV = Sauvetages ; IP = Manches lancées ; SO = Retraits sur des prises ; ERA = Moyenne de points mérités.